# جيمس فورني
جيمس فورني (بالإنجليزية: James Forney)‏ هو ضابط أمريكي، ولد في 17 يناير 1844 في لانكستر في الولايات المتحدة، وتوفي في 2 فبراير 1921.